# Saccularia
Saccularia es un género de foraminífero bentónico considerado un sinónimo posterior de Citharina de la subfamilia Vaginulininae, de la familia Vaginulinidae, de la superfamilia Nodosarioidea, del suborden Lagenina y del orden Lagenida. Su especie tipo era Marginulina inaequistriata. Su rango cronoestratigráfico abarcaba el Liásico (Jurásico inferior).

## Clasificación
Saccularia incluía a la siguiente especie:
- Saccularia inaequistriata †